# 扇形紫柳珊瑚
扇形紫柳珊瑚（学名：Victorgorgia flabellata）一种于西太平洋卡罗琳洋脊中的海山发现的刺胞动物，隶属于紫柳珊瑚科紫柳珊瑚属。

## 形态特征
单平面群落，二歧，保存状态下的模式标本长约313毫米，宽约342毫米。活体时和新鲜采集的完整型标本中，水螅体和共肉组织呈深紫色，在乙醇保存下为灰褐色。

## 生境
发现于卡罗琳洋脊上的一座M5海山上，水深1408米，温度约为3.3℃，盐度为36.5psu。附着在岩石底部，其上有蔓蛇尾目（Euryalida）和海葵目（Actiniaria）生物栖息。